# Stanko Janežič
Stanko Janežič, duhovnik, teolog, pesnik, pisatelj, * 4. avgust 1920, Sv. Miklavžu pri Ormožu (Pavlovski Vrh), † 10. september 2010, Maribor (pokopan na Pavlovskem vrhu).

## Življenje in delo
Stanko Janežič se je rodil na Štajerskem, oče je bil Anton, kmet, mati Ana, kmetica , kot zadnji v družini štirinajstih otrok. V osnovno šolo je hodil k Sv. Miklavžu (vsak dan eno uro peš), nato je bil eno leto v meščanski šoli v Ormožu. Klasično gimnazijo v Mariboru kot gojenec semenišča je zaključil leta 1940. Tam je samo dobrih šest mesecev študiral bogoslovje, v začetku aprila 1941 so Štajersko zasedli Nemci in zaprli vse slovenske šole. Janežič se je umaknil v Ljubljano, kjer je nadaljeval bogoslovni študij. Maja leta 1945 se je pred krvavim nasiljem umaknil na Koroško in prejel mašniško posvečenje 17. junija 1945 v Zermanu pri Trevisu v severni Italiji . Kot mlad duhovnik je deloval med Slovenci na Tržaškem: najprej je kot kaplan župnij Prosek in Kontovel do leta 1950, nato do jeseni 1954 kot župni upravitelj v Ospu pri Črnem kalu in v Žavljah. Potem je študiral na Gregoriani in Papeškem vzhodnem inštitutu v Rimu (stanoval v zavodu Russicum), kjer je leta 1960 doktoriral iz vzhodnega bogoslovja z disertacijo Posnemanje Kristusa pri Tihonu Zadonskem. Med študijem je veliko potoval po zahodni Evropi in se večkrat za dalj časa ustavil v Parizu ter študiral na Institut Catholique . Potoval je tudi po Rusiji (Zagorsk pri Moskvi, Sankt Peterburg), kjer je bil gost ruskega patriarha na duhovnih akademijah in je spoznaval rusko duhovnost. Po študijih se je vrnil med Slovence na Tržaško in je bil od jeseni leta 1960 škofov delegat župnije Mačkolje pri Trstu  (na njegovo pobudo so leta 1962 prvič priredili Praznik češenj, ki ga Slovenci še vedno organizirajo vsako leto v Mačkoljah), leta 1968 je postal tudi slovenski kaplan pri Sv. Vincencu v Trstu; med leti 1965–69 je vodil Ekumenski center v Trstu (pri Sv. Ivanu) in bil urednik ekumenskega zbornika Kraljestvo božje. V Trstu je na prosvetnem področju mnogo sodeloval s prof. Jožetom Peterlinom. Bil je pridigar pri nedeljski radijski maši, ki jo je redno oddajal Radio Trst A (in so jo poslušali tudi v Sloveniji, dokoder je segal radijski signal), duhovni asistent Društva slovenskih izobražencev in Slovenskega kulturnega kluba, sodeloval je s Slovenskimi tržaškimi skavti in bil njihov duhovni voditelj. Leta 1962 je bil med pobudniki za ustanovitev Literarne nagrade vstajenje. Leta 1969 se je Janežič vrnil v Maribor, kjer je opravljal razne odgovorne naloge: bil je profesor za osnovno in ekumensko teologijo na mariborskem oddelku teološke fakultete v Ljubljani, nekaj let spiritual Slomškovega dijaškega semenišča, študijski prefekt v mariborskem bogoslovju in duhovni asistent za študente v Mariboru. Kot vnet delavec za edinost kristjanov je bil izbran za predsednika Slovenskega ekumenskega sveta in Ekumenske komisije pri škofovski konferenci Jugoslavije (od 1971 dalje), urejal je ekumenski zbornik V edinosti. Bil je duhovni pomočnik v raznih župnijah.
Ob vseh teh številnih nalogah je Stanko Janežič vedno našel čas tudi za leposlovno ustvarjanje . Kot pesnik se je uveljavil že v srednji šoli, ko je sodeloval v semeniškem literarnem listu Brazde, kot maturant je nekaj svojih prispevkov objavil v almanahu Majolika (1940) . Njegovo pero nikoli ni mirovalo. Urejal je tipkani list mladih prleških kulturnikov Mladi Prlek, v bogoslovju pa glasilo bogoslovcev Lipica, ki jo je prenesel 1941 v Ljubljano in vanj veliko pisal. V Trstu je sodeloval v revijah Setev, Pastirček, pri Mladiki in Mostu je bil do odhoda v uredniškem odboru, pisal je v zbornikih Tabor in Čez izaro (1951), v goriški in celovški Koledar Mohorjeve družbe, v buenosaireška Meddobje in Zbornik Svobodne Slovenije, Bogoslovni vestnik , Znamenje, Cerkev v sedanjem svetu, Božje okolje, Družina, Ognjišče, V edinosti in še kje. Pisal je znanstvene članke in knjige s teološkega področja, zlasti ekumenskega; dragocen je njegov Ekumenski leksikon (1986) . Njegove radijske duhovne misli so izšle v knjigi s pomenljivim naslovom Radost življenja (1966) .
Stanko Janežič se je zapisal v slovensko zgodovino tudi kot umetnik lepe slovenske besede, kot pesnik in pripovednik. Njegovo literarno delo obsega devetnajst pesniških zbirk, enajst proznih knjig in štiri knjige pesmi v prozi. Upravičeno ga je mogoče imenovati pesnik Slovenskih goric. Poleg znanstvenega in umetniškega dela je pomembna tudi Janežičeva vloga pri navezovanju stikov s slovenskimi pisci in kulturniki iz povojne emigracije . Redno je sodeloval na Študijskih dnevih Draga, tudi ko se je izselil nazaj v matično domovino, se je jeseni vedno rad vračal na študijske dneve na Opčine nad Trstom, kjer je tudi večkrat predaval  in sodeloval v razpravah. Leta 1996 je prejel literarno nagrado Vstajenje za knjigo pesmi Večerno žarenje .